# Kunst im öffentlichen Raum in Marsberg
Kunst im öffentlichen Raum in Marsberg umfasst öffentlich zugängliche Plastiken, Skulpturen, Brunnen, Wandmalereien, Mosaike und Graffiti im Gebiet der Stadt Marsberg im Hochsauerlandkreis. Die nachstehende Liste von Kunstwerken im öffentlichen Raum ist nicht vollständig. Sie wird kontinuierlich ergänzt.

## Liste
| Bild           | Titel/Bezeichnung | Standort                   | Künstler             | Entstehung | Anmerkungen                         |
| -------------- | ----------------- | -------------------------- | -------------------- | ---------- | ----------------------------------- |
| weitere Bilder | Fruchtbare Erde   | Dr. Rentzing-Straße Lage   | Bernhard Mathäss     | 2001       |                                     |
| weitere Bilder | Roland-Statue     | Kloster Obermarsberg Lage  |                      |            |                                     |
|                | Geschichtsbrunnen | Niedermarsberg, Kirchplatz | Bonifatius Stirnberg | 1993       | [ 1 ]                               |
|                | Relief            | Kilianstollen Lage         |                      |            | Tafel am Eingang zum Kilianstollen. |